# Steven Sharp Nelson
Steven Sharp Nelson és un violoncelista estatunidenc, més conegut com "The Cello Guy" ("El noi del cello") dels The Piano Guys, el canal de YouTube d'un grup de música amb el mateix nom.

## Vida personal
Quan Nelson tenia set anys, el seu pare va decidir que cada un dels seus fills aprendria a tocar un instrument inventat abans de l'any 1800. Ell inicialment va provar el violí però després va preferir el cello. L'any 2002 es va graduar de la Universitat de Utah amb una llicenciatura de música i més tard va fer el màster d'administració pública. Abans d'unir-se als The Piano Guys, va treballar en una immobiliària.
Nelson i la seva muller, Julie, tenen quatre fills.

## Carrera
L'any 2006, Nelson era un desenvolupador d'immobiliària i va descriure la seva música com una via de desconnexió més que una vocació. Ell mai va pretendre que la música li donés els seus ingressos principals. Nelson va enregistrar el seu primer àlbum solista, Sacred Cello, amb el segell discogràfic Stone Angel Music (creat per Paul Cardall el 1999) i el 2006 va guanyar el Premi Pearl pel millor disc clàssic instrumental. La cançó es va situer entre les 20 millors del Billboard. Nelson, i la resta dels The Piano Guys, va signar un contracte amb Sony Masterworks el 2012 que els va permetre per retenir control artístic del grup. També ha tocat amb la Orquesta Filarmònica de la Xina. Nelson va alliberar dos altres àlbums de solo: Tender Mercies el 2008, seguit per Christmas Cello el 2010.